# Kristotomus amurensis
Kristotomus amurensis är en stekelart som först beskrevs av Dmitriy R. Kasparyan 1986.  Kristotomus amurensis ingår i släktet Kristotomus och familjen brokparasitsteklar. Inga underarter finns listade i Catalogue of Life.